# جزیره سانتا کروز، گالاپاگوس
جزیره سانتا کروز  یکی از جزایر در میان جزایر گالاپاگوس است.  این جزیره در مرکز مجمع‌الجزایر گالاپاگوس واقع شده و پس از ایزابلا دومین جزیره بزرگ این مجموعه به‌شمار می‌آید. در جزیره سانتا کروز چند دهکده کوچک وجود دارد که ساکنانشان به کشاورزی و دام‌داری مشغولند.

## نگارخانه

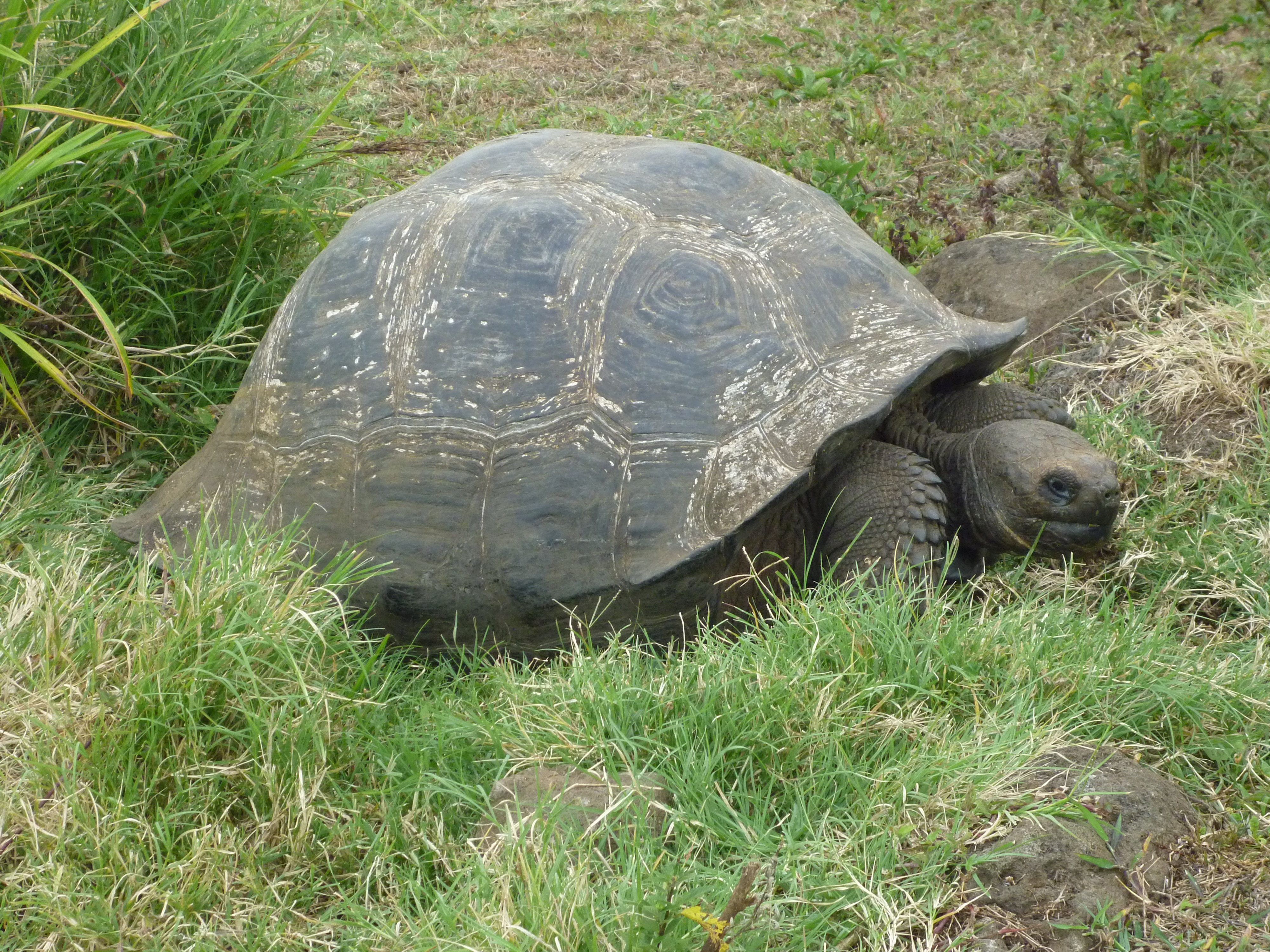
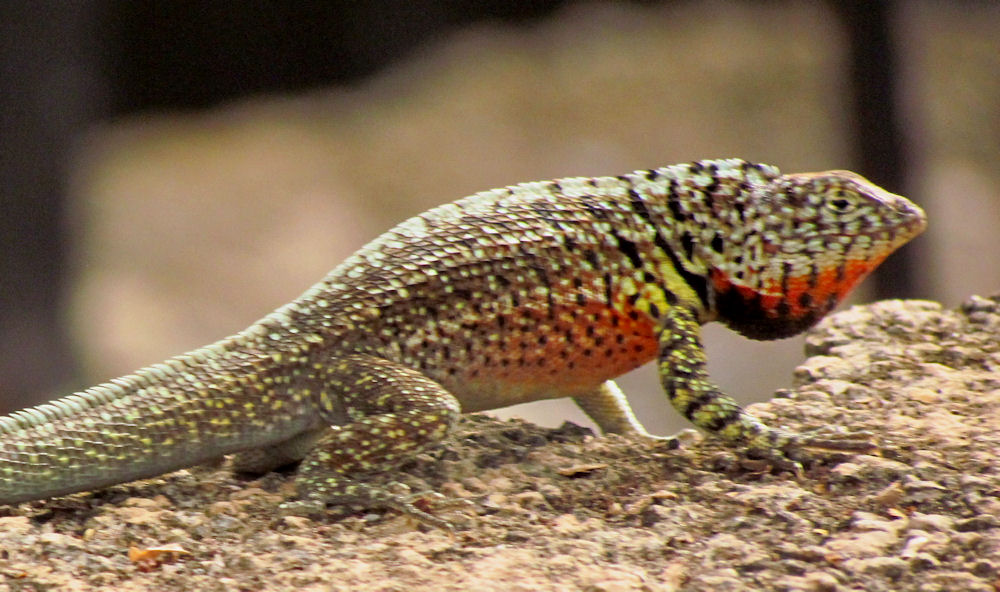
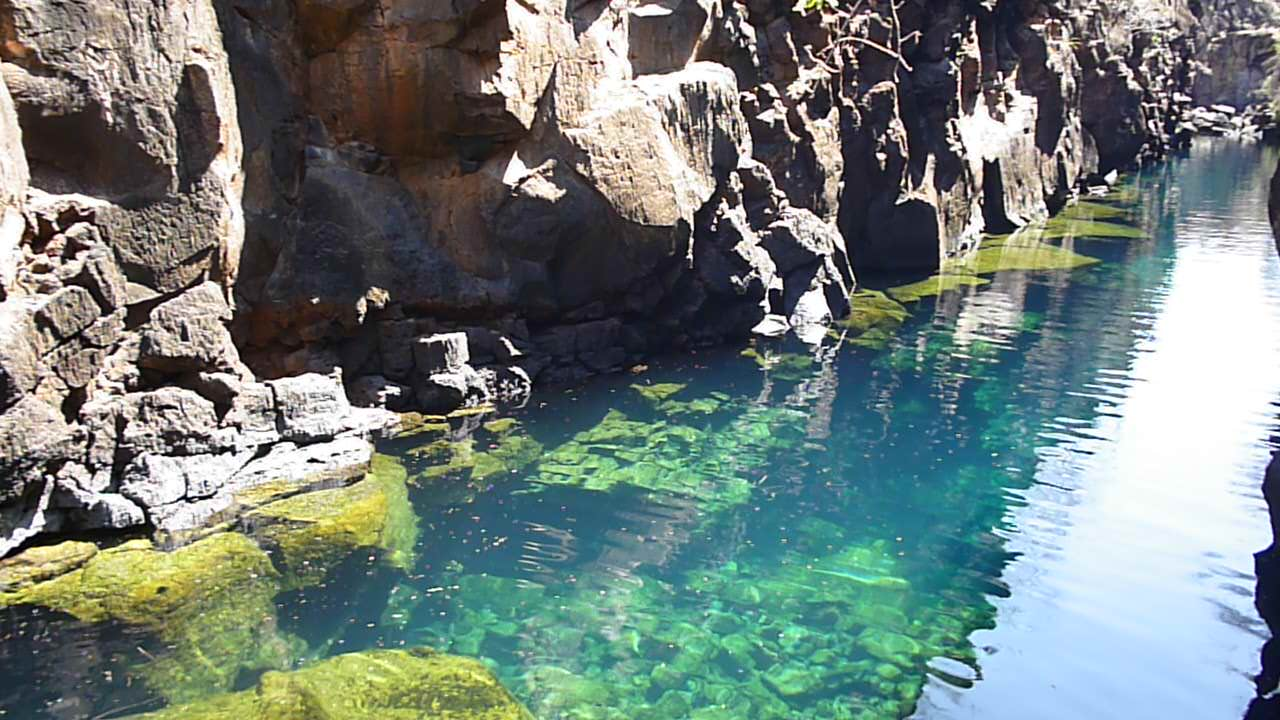
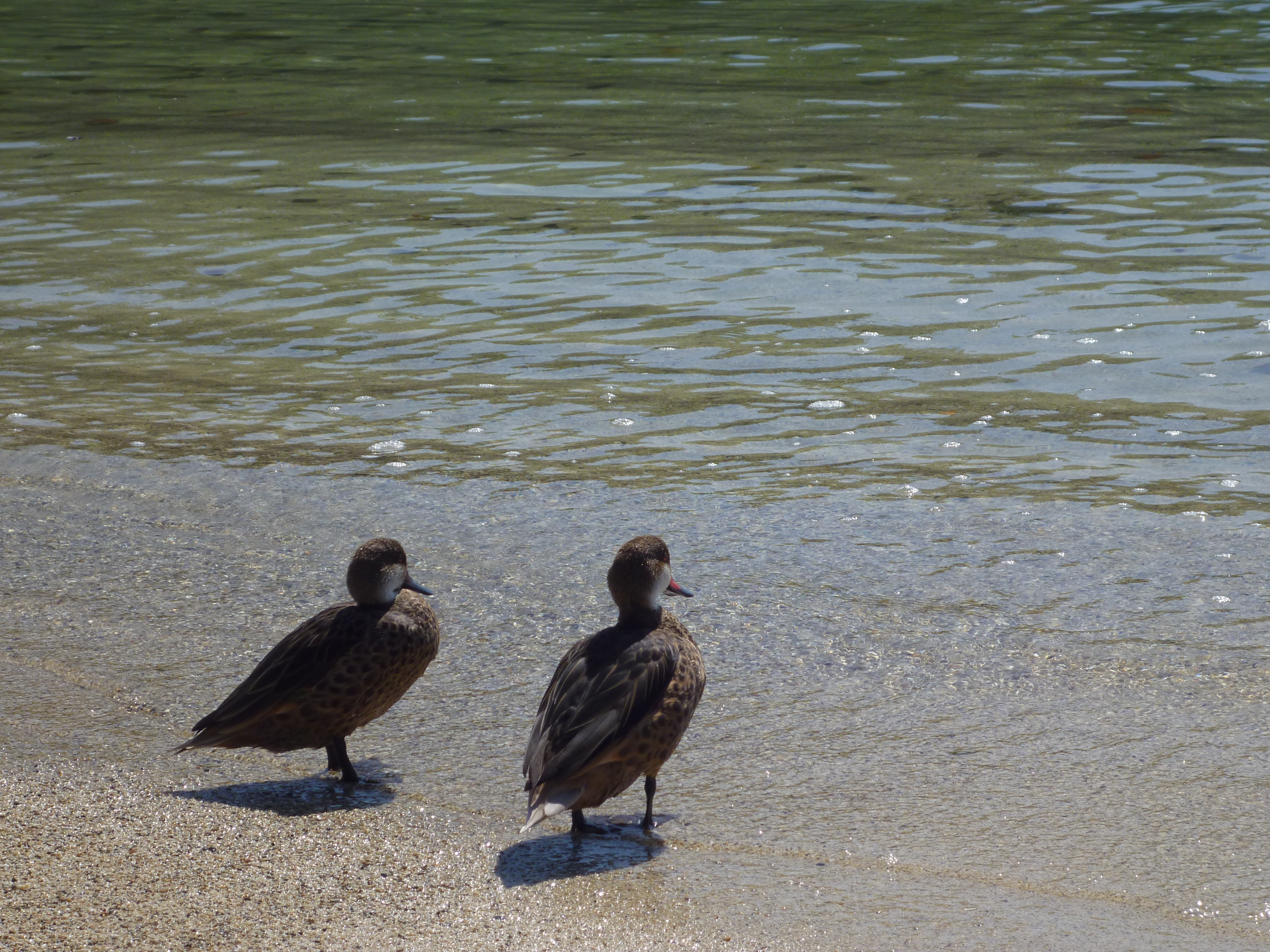
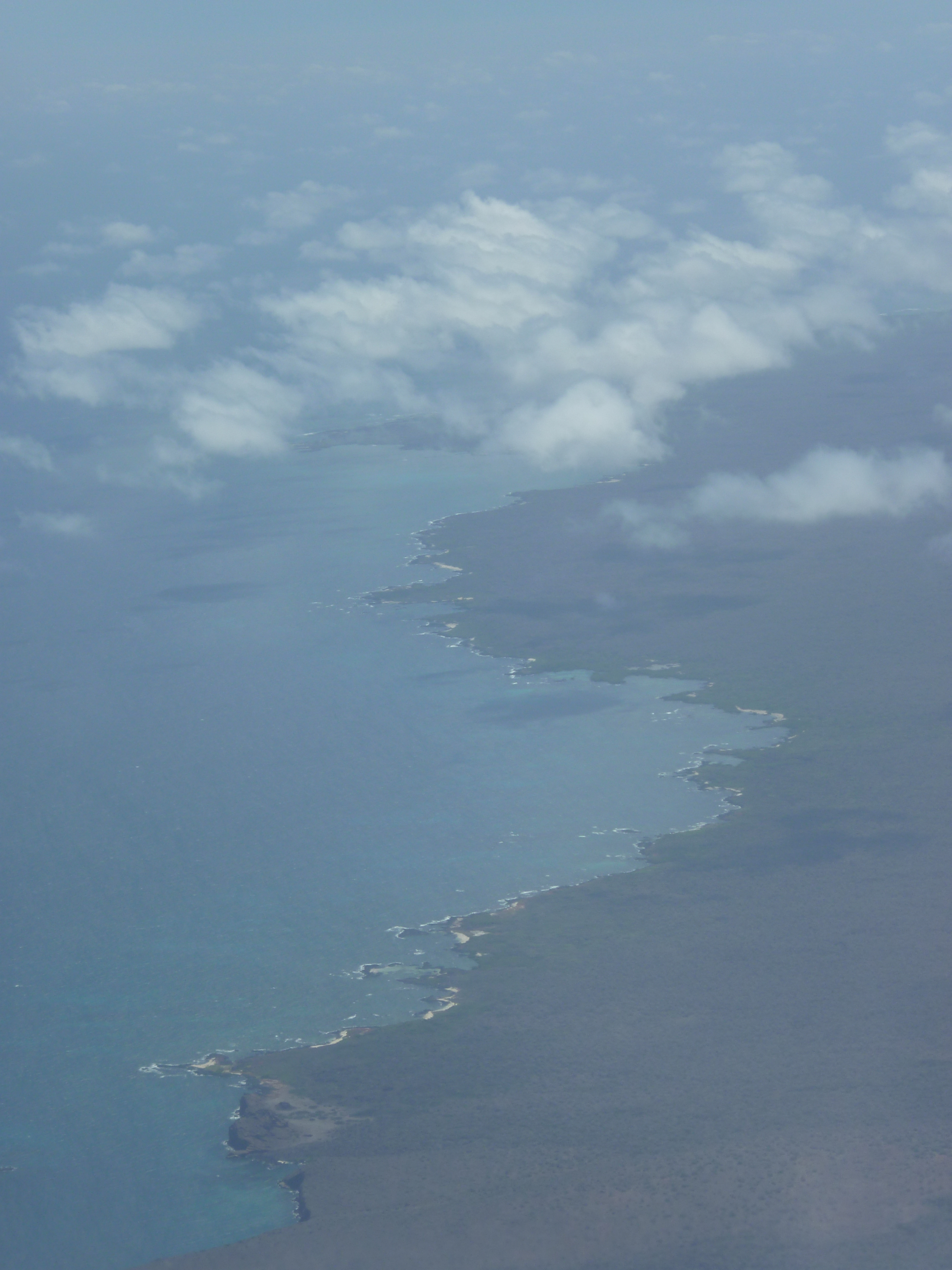
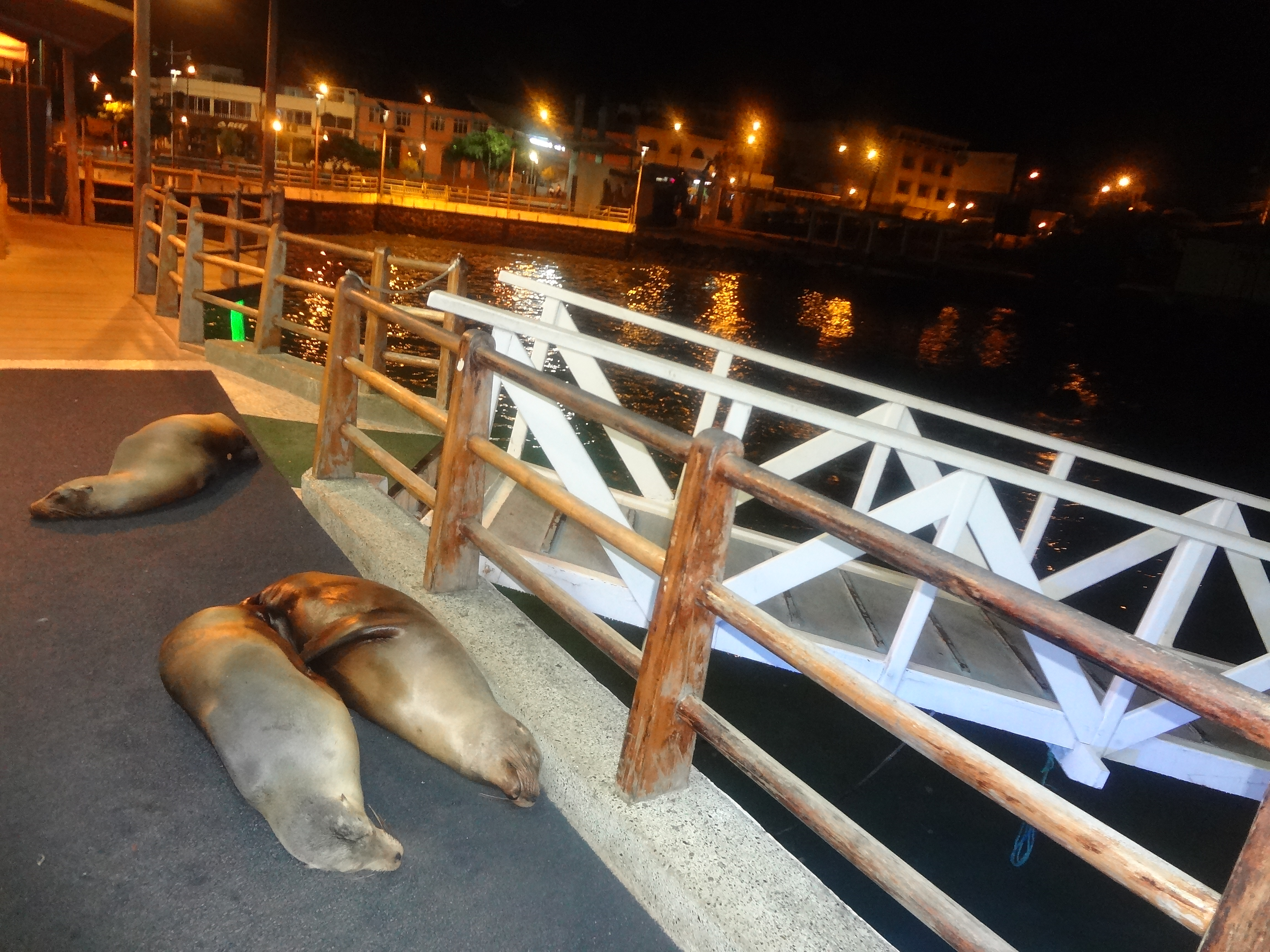